# Vicente Gimeno Rodríguez Jaén
Vicente Gimeno y Rodríguez-Jaén (Valencia, 9 de marzo de 1878-Lloret de Mar, 18 de agosto de 1949) fue un médico y político español.

## Biografía
Nacido en 9 de marzo de 1878 en Valencia, era hijo de Amalio Gimeno Cabañas. Estudió medicina en la Universidad Central de Madrid y se licenció y doctoró en el Colegio de San Carlos. Amplió estudios en Francia y a su regreso fue catedrático auxiliar de Dermatología y Sifiliografía en la Universidad de Barcelona. Fue miembro de la facción romanonista del Partido Liberal, con el que fue elegido diputado a Cortes por el distrito electoral de Líria en las elecciones generales de 1910 y por el de Sagunto en las de 1914, 1916 y 1918. En 1923 fue senador por la provincia de Granada y gobernador civil de Sevilla.
Como médico, tras desplazarse de Barcelona a Madrid, fue profesor auxiliar interino en su universidad. Amplió de nuevo estudios en el Reino Unido y fue uno de los fundadores de la Sociedad de Dermatología y Sifiliografía de España y de la Liga Española Antivenérea, teniendo distintos cometidos nacionales e internacionales en relación con los estudios médicos. Fue miembro de la Real Academia Nacional de Medicina.